# Remanso (Putumayo)
Remanso, cuyo nombre oficial es Comunidad Indígena de Remanso, es una localidad peruana, capital de distrito de Yaguas, en la provincia de Putumayo, al noreste del departamento de Loreto.

## Descripción

### Desarrollo
El nivel de desarrollo de la localidad es bajo, es hogar de varias comunidades nativas amazónicas, ubicada cerca de la frontera con Colombia. En 2012 fue elegida para ser una de las capitales de los nuevos distritos de la entonces futura provincia de Putumayo que se escindiría de la provincia de Maynas en el departamento de Loreto, durante el gobierno de Ollanta Humala.
El 6 de mayo de 2014 se promulgó la ley que creó la Provincia de Putumayo, en donde Remanso fue elevado a capital de distrito del distrito de Yaguas que fue oficializado por el diario oficial del Estado El Peruano.

### Medio ambiente
Remanso es la principal localidad en el río Putumayo que funciona como ingreso para el Parque nacional Yaguas, aunque en agosto de 2017 el Servicio Nacional de Áreas Naturales Protegidas por el Estado excluyó a la localidad junto a otras seis del proceso de consulta de categorización para el parque, lo cual fue muy criticado por las comunidades indígenas de los yaguas, bora, tikuna, murui, ocaina y kichwa que habitaban en la parte baja del Putumayo.

### Sociedad
Durante las Fiestas Patrias en Remanso se celebra «desfiles cívicos escolares acuáticos», donde escolares en botes desfilan por el río adornados de banderas peruanas. Remanso durante la pandemia de enfermedad por coronavirus en Loreto se volvió uno de los lugares más inhóspitos y alejados del país en reportar casos de la COVID-19.
El  Programa Nacional PAIS del Ministerio de Desarrollo e Inclusión Social tiene una sede en la localidad.